# انجمن آزمون زبان اتحادیه اروپا (ALTE)
انجمن آزمون زبان اتحادیه اروپا (ALTE) یک انجمن ارائه دهنده آزمون برای زبان‌های اروپا است.
پروژه ALTE با نام «می‌توانم» مجموعه ساده ای از بیش از ۴۰۰ توصیف کننده را برای امتحانات زبان تهیه کرد که با مرجع ساختار مشترک زبانی اتحادیه اروپا در ارتباط است.
این توصیف کنندگان در قالب «اظهار می‌توانم» هستند و هر کدام به زبان ساده می‌گویند که یک زبان آزمون در هر سطح دارای چه مهارتی است و چه کاری را می‌تواند انجام بدهد.
این مرجع دارای چهار سطح است: عمومی، اجتماعی/ توریستی، کاری و مطالعاتی (پژوهشی). همچنین پروژه ALTE نامهای مخصوص خود را به سطوح CEFR از سطح مقدماتی تا سطح ۵ داده‌است.
ALTE توسط دانشگاه کمبریج و با همکاری دانشگاه سالامانکا تأسیس شد، بنابراین اولین امتحاناتی که به پروژه «می‌توانم» مربوط می‌شوند، امتحانات EFL کمبریج بودند. با این حال، امروزه تعداد زیادی از آزمون گیرندگان، آزمون‌های خود را به این سیستم پیوند می‌دهند. در زیر جدول برخی از امتحانات به عنوان نمونه آورده شده‌است.
اکنون ALTE بر پایه چارچوب ۶ سطحی از استانداردهای سنجش زبان فعالیت می‌کند.
در جدول زیر میزان تطابق سطح‌بندی ALTE، سطح‌بندی CEFR و امتحانات EFL مقایسه شده‌است:
| سطح ALTE          | سطوح CEFR | امتحان ESOL | امتحان آیلتس | TOEIC | TOEFL |
| سطح ۵             | C2        | CPE         | ۷٫۵+         | -     | -     |
| سطح ۴             | C1        | CAE         | ۶٫۵–۷        | ۹۴۵+  | ۹۵+   |
| سطح ۳             | B2        | FCE         | ۵–۶          | ۷۸۵+  | ۷۲+   |
| سطح ۲             | B1        | PET         | ۳٫۵–۴٫۵      | ۵۵۰+  | ۴۲+   |
| سطح ۱             | A2        | KET         | ۳            | ۲۲۵+  | -     |
| دستیابی به موفقیت | A1        | -           | ۱–۲          | ۱۲۰+  | -     |

## سطوح
مرجع ساختار مشترک زبانی اتحادیه اروپا، زبان آموزان را به سه بخش گسترده تقسیم می‌کند که می‌تواند به شش سطح تقسیم شود:
بخش اول:
کاربری مقدماتی زبان
- A1 مبتدی
- A2 پیش متوسطه بخش دوم:

استقلال در به کار بردن زبان
- B1 متوسطه
- B2 فرا متوسطه

بخش سوم:
کاربر حرفه ای در زبان
C1 پیشرفته
C2 حرفه ای
CEFR توضیح می‌دهد که یک زبان آموز در هر سطح باید دارای چه مهارت‌هایی از هر یک از مهارت‌های چهارگانه زبان باشد:
| مرحله | شرح |
| ----- | --- |
| A1    | زبان آموز می‌تواند از اصطلاحات روزمره آشنا و عبارات بسیار اساسی برای برآورده کردن نیازهای پایه خود استفاده کند. می‌تواند خود و دیگران را معرفی کرده و به سوالاتی دربارهٔ جزئیات شخصی زندگی خود مانند محل زندگی، آشنایان و دارایی‌ها پاسخ دهد. می‌تواند یک رابطه ساده با افراد انگلیسی زبان برقرار کرده و همچنین اگر یک فرد انگلیسی زبان با ملاحظه و به آرامی و واضح صحبت کند، متوجه مفهوم کلی صحبت‌های او خواهد شد.                         |
| A2    | زبان آموز می‌تواند از جملات و عبارات پرکاربرد مربوط به موقعیت‌های روزمره (مثلاً اطلاعات شخصی و خانوادگی، خرید، جغرافیای محلی، اشتغال و …) را درک کند. می‌تواند در کارهای عادی که نیاز به تبادل ساده و مستقیم اطلاعات در موقعیت‌های آشنا و معمولی، ارتباط برقرار کند. می‌تواند به سادگی سرگذشت خود، محیط پیرامون و مسائل مربوط به نیازهای فوری را توصیف کند.                                                                                 |
| B1    | می‌تواند نکات اصلی را حین شنیدن و خواندن موضوعات آشنا و روزمره در محل کار، مدرسه، اوقات فراغت و غیره، درک کند. قادر به مدیریت اکثر موقعیت‌های ممکن در حین سفر بوده و می‌تواند متنی ساده و منسجم در موضوعات آشنا و مورد علاقه خود، بنویسد و دربارهٔ آن صحبت کند. می‌تواند به خوبی دربارهٔ تجربیات و حوادث، رؤیاها، امیدها و آرزوهای شغلی خود صحبت کند و به‌طور مختصر راجع به فلسفه و دلایل عقاید، نظرات و برنامه‌های خود توضیح دهد.            |
| B2    | می‌تواند مفهوم اصلی متن‌های پیچیده را در انواع موضوعات خاص یا انتزاعی، از جمله موضوعات فنی و تخصصی، درک کند. می‌تواند با درجه مطلوبی از مهارت و حضور ذهن با افراد انگلیسی زبان (Native) تعامل و گفتگوی منظم داشته باشد. می‌تواند متنی واضح و مفصل را در طیف گسترده‌ای از موضوعات ارائه دهد و یک دیدگاه را در یک موضوع خاص مطرح نموده و در آن به مزایا و معایب موارد مختلف بپردازد.                                                         |
| C1    | می‌تواند طیف وسیعی از متون طولانی و دشوار را درک کرده و مفاهیم و اشارات غیر مستقیم را در آن متوجه شود. می‌تواند منظورهای خود را به صورت واضح، روان، با حضور ذهن و بدون اشکال بیان کند. می‌تواند زبان انگلیسی را به‌طور مؤثر برای هرگونه هدفی اعم از اجتماعی، علمی و حرفه ای استفاده کند. همچنین می‌تواند متن‌هایی روشن و دقیق در موضوعات پیچیده ایجاد کرده و از ساختارهای کنترل شده، کلمات ربط مناسب و عوامل زیبایی و هنری در آن بهره گیرد. |
| C2    | می‌تواند تقریباً هر مطلبی در زبان انگلیسی را شنیده یا بخواند. همچنین می‌تواند اطلاعات را از منابع مختلف گفتاری و نوشتاری خلاصه کرده و در یک سخنرانی منسجم به بازآفرینی استدلال‌ها و مفاهیم دقیق آن بپردازد. می‌تواند حتی در موقعیت‌های سخت و پیچیده، نظرات خود را با حضور ذهن و دقت کامل و به‌طور بسیار روان بیان نموده و از انواع سوء برداشت‌ها جلوگیری کند.                                                                                 |